# Mentiras Sinceras
Calle ilusión è il quinto album del cantante spagnolo Álex Ubago, pubblicato nel 2012 dalla Warner Music e prodotto da Claudio Guidetti.
Dall'album sono state estratte come singoli le canzoni Ella vive en mi, Mentiras sinceras e Estar contigo.

## Tracce
CD
1. Ella vive en mi
2. Dueños de este mundo
3. Nunca dejé de creer (en tu amor)
4. Destinados
5. No me dejes afuera
6. Detrás de un cristal
7. Amores de papel
8. Mientras tú me quieras
9. Puedes ser tú
10. Mentiras sinceras
11. Estar contigo
12. Para aprenderte
13. Nada que dar (Bonus Track in esclusiva su iTunes)

### Tracce Edizioni 2014
13. Somos Familia

14. Dueños de este mundo (Feat. efecto mariposa)